# Hygropoda longimana
Hygropoda longimana är en spindelart som först beskrevs av Ferdinand Stoliczka 1869.  Hygropoda longimana ingår i släktet Hygropoda och familjen vårdnätsspindlar. Inga underarter finns listade i Catalogue of Life.